# Misleanu, Ialomița
Misleanu este un sat în comuna Perieți din județul Ialomița, Muntenia, România.